# Campeonato Uruguaio de Futebol de 1964 – Segunda Divisão
O Campeonato Uruguaio de Segunda Divisão de 1964, também conhecido oficialmente como Campeonato Uruguayo de Primera División "B" de 1964 ou simplesmente como Primera "B" de 1964, foi a vigésima terceira edição do torneio de segundo nível do futebol profissional do Uruguai. O Colón conquistou seu primeiro título da categoria com 26 pontos (12 vitórias, 2 empates e 4 derrotas), garantindo o acesso à primeira divisão, enquanto o Canillitas foi rebaixado pelo sistema de promedios.

## Regulamento
O torneio manteve o sistema de pontos corridos com dez equipes jogando em turno e returno (18 rodadas). O sistema de pontuação usava:
- 2 pontos por vitória
- 1 ponto por empate
- 0 pontos por derrota

O acesso e rebaixamento foram definidos por:
- Promoção: O campeão (1º colocado) subiu à primeira divisão.
- Rebaixamento: O último no promedio (média de desempenho em 1963–1964) desceu à terceira divisão.

## Participantes
- Bella Vista, Canillitas, Central, Colón, La Luz, Mar de Fondo, Misiones e River Plate: Permaneceram da temporada anterior.
- Liverpool: Rebaixado da primeira divisão em 1963.
- Progreso: promovido da terceira divisão em 1963.

## Classificação Final
O Colón tornou-se campeão com 26 pontos, seguido por Liverpool (25) e La Luz (24).
| #   | Equipe       | PTS | J  | V  | E | D  | GP | GC | SG  | Classificação          |
| --- | ------------ | --- | -- | -- | - | -- | -- | -- | --- | ---------------------- |
| 1º  | Colón        | 26  | 18 | 12 | 2 | 4  | 31 | 19 | 12  | Promovido como CAMPEÃO |
| 2º  | Liverpool    | 25  | 18 | 10 | 5 | 3  | 30 | 12 | 18  |                        |
| 3º  | La Luz       | 24  | 18 | 10 | 4 | 4  | 31 | 20 | 11  |                        |
| 4º  | Bella Vista  | 20  | 18 | 9  | 2 | 7  | 31 | 23 | 8   |                        |
| 5º  | River Plate  | 19  | 18 | 8  | 3 | 7  | 32 | 29 | 3   |                        |
| 6º  | Central      | 19  | 18 | 8  | 3 | 7  | 30 | 29 | 1   |                        |
| 7º  | Mar de Fondo | 15  | 18 | 7  | 1 | 10 | 25 | 37 | −12 |                        |
| 8º  | Progreso     | 13  | 18 | 5  | 3 | 10 | 25 | 34 | −9  |                        |
| 9º  | Misiones     | 10  | 18 | 3  | 4 | 11 | 13 | 25 | −12 |                        |
| 10º | Canillitas   | 9   | 18 | 3  | 3 | 12 | 22 | 42 | −20 |                        |

### Médias de rebaixamento (1963–1964)
O Canillitas foi rebaixado por ter a pior média no sistema de promedios.
- Liverpool: 25.0
- Colón: 24.5
- La Luz: 21.0
- Bella Vista: 19.5
- Central: 19.5
- River Plate: 19.0
- Mar de Fondo: 15.5
- Progreso: 13.0
- Misiones: 12.0
- Canillitas: 10.0

## Estatísticas

### Artilharia
- Jorge Paola (Colón) — 17 gols.[7]